# Lebiajie
Lebiajie (en russe : Лебя́жье, en finnois : Kuuterselkä) est une localité rurale de l'isthme de Carélie, dans le raïon de Vyborg de l'oblast de Léningrad en Russie.